# Christian Hardinghaus
Christian Hardinghaus (* 23. April 1978 in Osnabrück) ist ein deutscher Historiker, Schriftsteller und Fachjournalist.

## Leben und Wirken
Hardinghaus studierte Geschichte, Medien und Literaturwissenschaft an der Universität Osnabrück. 2011 promovierte er hier im Bereich Propaganda- und Antisemitismusforschung. 2016 erwarb Hardinghaus zudem den Abschluss für das gymnasiale Lehramt in den Fächern Deutsch und Geschichte. Hardinghaus lebt in Osnabrück und arbeitet als Schriftsteller, Lektor und freier Journalist.
Christian Hardinghaus veröffentlicht neben Sachbüchern zu zeitgeschichtlichen Themen historische Romane (Zweiter Weltkrieg) sowie Thriller und Kriminalliteratur.
Hardinghaus untersuchte in seiner 2012 im Tectum Verlag erschienenen Studie die propagandistische Verbreitung antisemitischer Inhalte im sozialen Netzwerk Facebook. Armin Pfahl-Traughber beurteilte die Studie, die ein besonderes Augenmerk auf die heute sogenannten Fakenews und Geschichtsrevisionismus als propagandistische Stilmittel legt, als „Pionierarbeit“. Dabei habe die Befragung von 1176 Usern der sozialen Netzwerke der studiVZ-Gruppe auf mögliche antisemitische Einstellungen einen erheblichen Anteil an antisemitischen Vorurteilen ergeben. So war fast ein Drittel der Auffassung, dass Juden zu starken politischen und wirtschaftlichen Einfluss hätten. Von einer Andersartigkeit von Juden ging jeder Vierte aus und jeder Fünfte äußerte, die Juden würden andere körperliche Eigenschaften als nichtjüdische Menschen aufweisen. Pfahl-Traughber kritisiert an der Studie etwas oberflächliche und ungenaue Ausführungen von Hardinghaus zu den Ideologieformen, insbesondere des Antisemitismus. Irritierend und letztlich kontrafaktisch sei seine ausschließlich auf Befragung gründende Aussage zur NPD, dieser könne man pauschal keinen Antisemitismus vorwerfen.
Im Rahmen eines Stipendiums des Studiengangs Wissenschaftsjournalismus der Technischen Universität Dortmund führte Hardinghaus 2011 zum zehnjährigen Gedenktag der Terroranschläge vom 11. September 2001 eine Studie unter Deutschen durch, um die Verbreitung von Verschwörungstheorien um den 11. September 2001 zu analysieren. Nach dieser Studie waren sich zum Beispiel 56 Prozent der Befragten sicher, dass die Anschläge nicht ohne Wissen der US-Regierung stattgefunden haben könnten. Die Ergebnisse wurden unter anderem im Magazin P.M. Perspektive veröffentlicht.
2014 startete Hardinghaus gemeinsam mit dem Bielefelder Comic-Zeichner Markus Freise das Projekt Großväterland. Nach einer Crowdfunding-Kampagne interviewte er 15 Zeitzeugen, die als Soldat im Zweiten Weltkrieg gekämpft hatten. Einige dieser Geschichten über den Kessel von Stalingrad, der Panzerschlacht um Kursk, dem D-Day oder dem Endkampf um Berlin sind in der 2016 vom Panini Verlag herausgegebenen Graphic Novel Großväterland porträtiert worden.
Ab 2015 arbeitete Hardinghaus mit dem Biologen Hans Machemer die Geschichte seines Vaters Helmut Machemer auf, der 1939 als Unterarzt der 16. Panzer-Division freiwillig in den Krieg gezogen war, um von einer kaum bekannten "Ausnahmeregelung" in der Rassengesetzgebung der Nationalsozialisten Gebrauch machen zu können. Nachdem er durch Tapferkeitsauszeichnungen, u. a. mit dem Eisernen Kreuz I. Klasse, in den Sanitätsrang beordert werden konnte, richtete sein Abteilungskommandeur Major Henning von Witzleben ein, wie von Witzleben es nannte, "Gnadengesuch" an Adolf Hitler. Eigentlich war der Gesuch auf die Beförderung zum Assistenzarzt. Machemers Ehefrau, die nach der NS-Ideologie als "Halbjüdin", und seine drei Kinder, die als "Vierteljuden", gebrandmarkt worden waren, wurden vom Reichssippenamt und vom Oberkommando der Wehrmacht mit Unterschrift von Wilhelm Keitel als "deutschblütig" anerkannt und vor dem Gesetz den "Ariern" gleichgestellt. Helmut Machemer jedoch sah seine Familie nie wieder. Kurz vor seinem ersten Heimaturlaub wurde er am 18. Mai 1942 bei Isjum zu Beginn der Schlacht um Charkow tödlich verwundet. Machemer hatte sein Leben als Soldat in rund 200 Briefen, rund 2000 Fotos und etwa sechs Stunden Filmmaterial festgehalten. Eine Auswahl dieser Hinterlassenschaft veröffentlichten Hans Machemer und Christian Hardinghaus 76 Jahre nach Helmut Machemers Tod im Buch Wofür es lohnte, das Leben zu wagen. Auf Grundlage der wahren Tragödie brachte Hardinghaus im selben Jahr den Roman Ein Held dunkler Zeit heraus. Beide Werke erschienen im Europa Verlag.
2019 erschien ebenfalls im Europa Verlag eine Biographie des Chirurgen Ferdinand Sauerbruch. Hardinghaus stützte sich bei seinen Recherchen auf bisher unveröffentlichte Quellen. Ihm wurde, wie auch den Drehbuch-Autorinnen der zweiten Staffel der ARD-Serie Charité, Sabine Thor-Wiedemann und Grimme-Preisträgerin Dorothee Schön, von den Erben das private Tagebuch des elsässischen Chirurgen Adolphe Jung anvertraut. Es handelt sich dabei allerdings nicht um ein – unter dem direkten Eindruck der Ereignisse entstandenes – Tagebuch im eigentlichen Sinn, sondern um nachträglich verfasste Aufzeichnungen. Jung beschreibt Sauerbruch darin als einen Menschen, der den Antisemitismus und Hitler zutiefst verabscheute und bis 1945 Juden in der Chirurgischen Klinik der Charité versteckte. 
Parallel dazu veröffentlichte Hardinghaus den auf wahren Begebenheiten basierenden Roman Die Spionin der Charité, der sich der tatsächlich existierenden Widerstandsgruppe widmet, die sich in den 1940er Jahren um Sauerbruch gebildet hatte. Zu diesem Kreis zählte neben Jung der Spion Fritz Kolbe, dessen spätere Frau und Sauerbruchs Privatsekretärin Maria Fritsch sowie der spätere KGB-Spion Wolfgang Wohlgemuth. Ebenso auch Margot Sauerbruch und im weiteren Sinne Sohn Peter Sauerbruch und die Männer der Mittwochsgesellschaft.
Hardinghaus schreibt außerdem Kurzgeschichten und Thriller, die sich durch einen technischen Kniff auszeichnen. Der sogenannte Mindfuck-Effekt entstammt ursprünglich dem Film-Business. In seinem Zweitfach Medien (Film und TV) hatte Hardinghaus sich auf diese Form der filmischen, nonlinearen Erzählweise konzentriert und insbesondere die Filme David Lynchs untersucht.
Seit 2017 arbeitet Hardinghaus mit dem Verlag XPUB und Oliver Rohrbecks Lauscherlounge zusammen und beteiligt sich an Live-Hörbuch-Events. Das Hörbuch zu Mindfuck Stories spricht Tom Vogt. Synchronsprecher und Schauspieler Thomas Schmuckert interpretiert Die Hexe von Norderney sowie den 2019 erschienen Nachfolger Die Schatten von Norderney. Im zweiten Teil der Thriller-Serie "Ebbe und Wut" spielt das DJ-Duo Blank&Jones eine tragende Rolle, das seit rund zehn Jahren zwei Mal im Jahr das Party-Event Seaside Season in der Norderneyer Milchbar veranstaltet.
Hardinghaus schreibt seit Anfang 2016 die Kolumnen "Berühmte Mediziner", "Berühmte Helfer der Medizin" und "Die spektakulärsten Fälle der Medizin" für das Magazin Klinikarzt des Georg Thieme Verlages.

## Werke
- Filmpropaganda für den Holocaust? Eine Studie anhand der Hetzfilme Der ewige Jude und Jud Süß. Tectum Wissenschaftsverlag, Marburg 2008. ISBN 9783828896024.
- Der ewige Jude und die Generation Facebook. Antisemitische Propaganda und Vorurteile in sozialen Netzwerken. Tectum Wissenschaftsverlag, Marburg 2012. ISBN 978-3828829367.
- Mulholland Drive: Die Entschlüsselung. David Lynch und seine "Straße der Finsternis" verstehen. Grin & Movie, München 2013. ISBN 978-3656427575.
- Mindfuck Stories. Durchgedrehte Kurzgeschichten. PRovoke Media, Berlin/Osnabrück 2014. Neuauflage: XPUB, Berlin 2017.  ISBN 3981640926.
- Schlemihls Schatten. (Roman). Prolibris, Kassel 2016. ISBN 978-3954751303.
- Großväterland. Zeitzeugen erzählen vom Zweiten Weltkrieg. (Graphic Novel mit Markus Freise) Panini, Stuttgart 2016. ISBN 978-3957989420.
- Die Hexe von Norderney. (Roman) KBV, Hillesheim 2018. ISBN 978-3954414086.
- Ein Held dunkler Zeit. (Roman) Europa Verlag, München/Berlin/Wien/Zürich 2018. ISBN 978-3958901193
- Wofür es lohnte, das Leben zu wagen: Briefe, Fotos und Dokumente eines Truppenarztes von der Ostfront 1941/42. (Herausgeber mit Hans Machemer) Europa Verlag, München/Berlin/Wien/Zürich 2018. ISBN 978-3958901209.
- The Key to Mulholland Drive: Understanding David Lynch and his Street of Darkness (englisch). Independently published (25. Juli 2018). ISBN 978-1717908711
- Ferdinand Sauerbruch und die Charité: Operationen gegen Hitler. Europa Verlag, München/Berlin/Wien/Zürich 2019. ISBN 978-3958902367
- Die Spionin der Charité. (Roman) Europa Verlag, München/Berlin/Wien/Zürich 2019. ISBN 978-3958902374
- Die Schatten von Norderney. (Roman), KBV, Hillesheim 2019. ISBN 978-3954414581.
- Die verdammte Generation: Gespräche mit den letzten Soldaten des Zweiten Weltkriegs. Europa Verlag, München/Berlin/Wien/Zürich 2020. ISBN 978-3958902978
- Die verratene Generation: Gespräche mit den letzten Zeitzeuginnen des Zweiten Weltkriegs. Europa Verlag, München/Berlin/Wien/Zürich 2020. ISBN 978-3958903326
- Die verlorene Generation: Gespräche mit den letzten Kindersoldaten des Zweiten Weltkriegs. Europa Verlag, München 2021, ISBN 978-3-95890-382-1.
- Das Wolfsmädchen. Europa Verlag, München 2022, ISBN 978-3-95890-402-6.
- Kriegspropaganda und Medienmanipulation. Was Sie wissen sollten, um sich nicht täuschen zu lassen. Europa Verlag. München 2023, ISBN 978-3-95890-563-4.

Davon sind als Hörbücher erschienen:
- Mindfuck Stories. Durchgedrehte Kurzgeschichten. Gesprochen von Tom Vogt. XPUB, Berlin 2017. ISBN 978-3-945703-58-8
- Die Hexe von Norderney. Gesprochen von Thomas Schmuckert. XPUB, Berlin 2018. ISBN 9783945703793.
- Die Schatten von Norderney. Gesprochen von Thomas Schmuckert. XPUB, Berlin 2019. ISBN 9783945703946.
- Ferdinand Sauerbruch und die Charité. Gesprochen von Oliver Rohrbeck. XPUB, Berlin 2020.
- Die Spionin der Charité. Gesprochen von Oliver Rohrbeck. XPUB, Berlin 2020.